# Festival du rire d'Agadir
 (octobre 2018).
Le Festival du rire d'Agadir est un festival annuel humoristique qui se déroule dans la ville marocaine d'Agadir. La première édition s'est tenue en juillet 2011, la deuxième en novembre 2012, et la troisième est prévue pour avril 2013.

## Éditions

### Édition 2011
La première édition a eu lieu du 20 au 22 juillet 2011. 
Un hommage y fut rendu à Mohamed El Jam (Maroc) et Ahmed Rateb (Égypte), et sur scène, se sont produits des personnalités marocaines (Saïd Naciri, Hanane Fadili, Mohamed Khiari, Abdelkhalek Fahid, Miz et Aslal), égyptiennes (Achraf Abdelbaki et Talaat Zakaria) et française (Edward). 

### Édition 2012
La deuxième édition a eu lieu du 6 au 10 novembre 2012.